# جامار لوزا
جامار لوزا (بالإنجليزية: Jamar Loza)‏ (10 مايو 1994 بكينغستون في جامايكا - ) هو لاعب كرة قدم جامايكي في مركز الهجوم. شارك مع منتخب جامايكا لكرة القدم. أما مع النوادي، فقد لعب مع ستيفيناغ بوروه وكوفنتري سيتي ونورويتش سيتي ويوفل تاون ونادي ليتون أورينت ونادي ساوثيند يونايتد.

## وصلات خارجية
- جامار لوزا على موقع قاعدة بيانات كرة القدم.إي يو (الإنجليزية)
- جامار لوزا على موقع ناشيونال فوتبول تيمز (الإنجليزية)
- جامار لوزا على موقع Soccerbase.com (لاعب) (الإنجليزية)
- جامار لوزا على موقع Soccerway.com (الإنجليزية)
- جامار لوزا على موقع عالم كرة القدم.نت (الإنجليزية)
- جامار لوزا على موقع AS.com (الإسبانية)